# Rob Simonsen
Rob Simonsen, född 11 mars 1978 i Saint Louis i Missouri, är en amerikansk kompositör och dirigent. Han är mest känd för att ha komponerat ihop musik till filmer som (500) Days of Summer (2009), The Age of Adaline (2015), Gifted (2017), The Only Living Boy in New York (2017), Tully (2018), Love, Simon (2018), The Front Runner (2018), The Way Back (2020), Ghostbusters: Afterlife (2021), The Adam Project (2022), The Whale (2022), Deadpool & Wolverine (2024), och Det slutar med oss (2024). Han har också komponerat ihop musiken till TV-serien Life in Pieces (2015–2019), samt att han även brukar samarbeta tillsammans med regissörerna Marc Webb, Jason Reitman och Shawn Levy.

## Filmografi (i urval)

### Filmer
- 2006 – Lonely Hearts Killers (ytterligare musik)
- 2007 – Surf's Up (ytterligare musik)
- 2008 – Stone of Destiny (ytterligare musik)
- 2008 – Management (komponerad tillsammans med Mychael Danna)
- 2009 – The Imaginarium of Doctor Parnassus (ytterligare musik)
- 2009 – (500) Days of Summer (komponerad tillsammans med Mychael Danna)
- 2010 – All Good Things
- 2011 – The Brooklyn Brothers Beat the Best
- 2011 – Moneyball (ytterligare musik)
- 2012 – LOL
- 2012 – Seeking a Friend for the End of the World (komponerad tillsammans med Jonathan Sadoff)
- 2012 – Imogene
- 2012 – Berättelsen om Pi (ytterligare musik)
- 2013 – The English Teacher
- 2013 – The Way, Way Back
- 2013 – The Spectacular Now
- 2014 – Wish I Was Here
- 2014 – Foxcatcher
- 2015 – The Age of Adaline
- 2015 – Bränd
- 2015 – Stonewall
- 2016 – Nerve
- 2016 – I morgon börjar allt
- 2017 – Going in Style
- 2017 – Gifted
- 2017 – The Only Living Boy in New York
- 2017 – The Upside
- 2017 – Father Figures
- 2018 – Tully
- 2018 – Love, Simon
- 2018 – The Front Runner
- 2019 – Captive State
- 2019 – Our Friend
- 2020 – The Way Back
- 2020 – Stargirl
- 2021 – Ghostbusters: Afterlife
- 2022 – The Adam Project
- 2022 – Hollywood Stargirl (komponerad tillsammans med Duncan Blickenstaff)
- 2022 – The Whale
- 2023 – Good Grief
- 2024 – Deadpool & Wolverine
- 2024 – Det slutar med oss (komponerad tillsammans med Duncan Blickenstaff)

### TV-serier
- 2009–2010 – Dollhouse (TV-serie)
- 2010–2013 – Blue Bloods (TV-serie)
- 2015–2017 – Life in Pieces (TV-serie)
- 2022 – Stranger Things (TV-serie)